# Zuster Maria-Theresa van Scherpenheuvel
Zuster Maria-Theresa is een stripreeks geschreven en getekend door Maëster. De strip is al sinds de jaren tachtig te verkrijgen in het Frans, maar in het Nederlands pas sinds 2009. Van de originele, Franse, versie, zijn er inmiddels acht albums verschenen. Van de Nederlandstalige versie zijn er nog maar twee verschenen.
De strips verschijnen in zwart-wit.

## Beschrijving
Zuster Maria-Theresa is in de strip een nogal onbeschaamde non. In verschillende kortverhaaltjes wordt er de draak gestoken met kerkelijke en, vooral, het dagelijkse leven. In deze kortverhaaltjes geeft Maria-Theresa vaak ongezouten haar mening. Deze is vaak extreem en roept dus vraagtekens op bij haar roeping.
Zuster Maria-Theresa rookt al eens graag een joint en drinkt het liefst van al sterkedrank. Voor andere alcoholische dranken gaat ze echter ook niet achteruit. Daarnaast beschikt ze over een stevige vuistslag.
Maria-Theresa kan echter niet overweg met kleine kinderen, die ze dan ook voortdurend monsters, kleine etterbakken, enz. noemt. De kinderen met wie ze moet omgaan, worden in de strip altijd klein, dik en onbeleefd getekend.
Ook kent Maria-Theresa weinig scrupules. Zo berooft ze een bank en kijkt ze onder de lendendoek van Jezus, waarbij ze verbaasd opmerkt dat hij besneden is. (Deze laatste grap staat deels op de omslag van het eerste album.)